# 马尔戈
马尔戈（法語：Margaux，法語發音：[maʁɡo]）是法国阿基坦大区吉伦特省的一个旧市镇，位于加龙河左岸。马尔戈是著名的葡萄酒产地，在1855年波尔多葡萄酒官方分级中，一级酒庄玛歌酒庄就位于马尔戈。2017年，马尔戈与市镇康特纳克合并为新市镇马尔戈-康特纳克，马尔戈为新市镇行政中心。

## 地理
马尔戈（45°2'28"N, 0°40'36"W）面积7.36 平方千米，位于法国新阿基坦大区吉倫特省，该省份为法国西南部沿海省份，是法國本土面积最大的省，北起滨海夏朗德省，西临大西洋，南至朗德省，东南接洛特-加龍省，东临多爾多涅省。
与马尔戈接壤的市镇（或旧市镇、城区）包括：戈里亚克、康特纳克、苏桑。
马尔戈的时区为UTC+01:00、UTC+02:00（夏令时）。

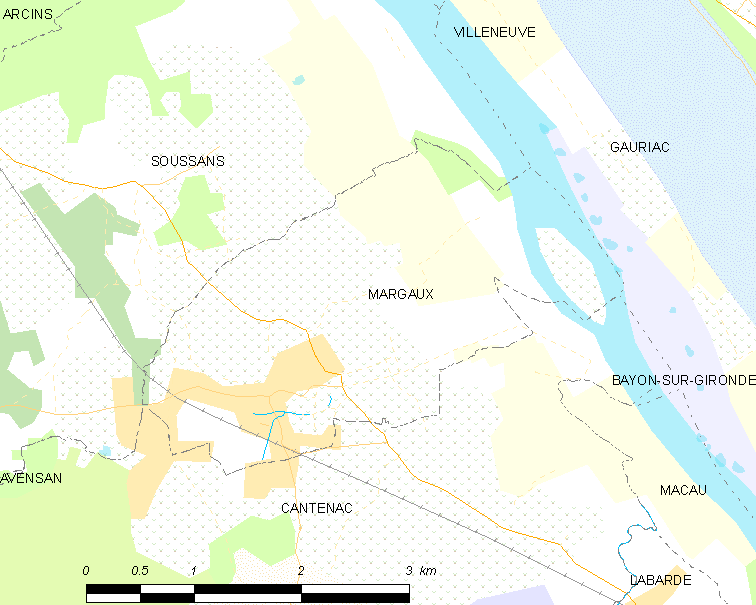
马尔戈的OSM定位图

## 行政
马尔戈的邮政编码为33460，INSEE市镇编码为33268。

## 政治
马尔戈所属的省级选区为南梅多克县。

## 人口

1962-2008年间马尔戈人口变化图示

马尔戈于2013时的人口数量为1541人。